# 210-talet

## Händelser
- 210 - Mani, grundare av manikeismen (född omkring detta år)
- 212 - Kejsar Caracalla utfärdar Constitutio Antoniniana, vilken innebär, att alla fria män i Romarriket skall bli romerska medborgare.
- 212 - Byggandet av Caracallas termer påbörjas i Rom.
- 213 - Handynastins premiärminister Cao Cao får tio städer som sitt territorium och titeln Wei Gong (adelsman av Wei). Detta territorium blir sedermera kungariket Wei.

## Födda
- 214 - Diofantos, grekisk matematiker (möjligen född detta år)

## Avlidna
- 217 - Caracalla